# UFC: Fight for the Troops
UFC: Fight for the Troops（ユーエフシー：ファイト・フォー・ザ・トゥループス、別名UFC Fight Night 16）は、アメリカ合衆国の総合格闘技団体「UFC」の大会の一つ。2008年12月10日、ノースカロライナ州ファイエットビルのクラウン・コロシアムで開催された。

## 大会概要
この大会は軍隊の治療施設のための基金設立を目的として、UFC Fight Night: Sanchez vs. Riggs以来2年振りに軍隊施設での開催となった。メインイベントではジョシュ・コスチェックが吉田善行にKO勝利を収めた。
セミファイナルではWEC世界ライトヘビー級王者スティーブ・キャントウェルがWECの重量級廃止に伴い初出場、当初はブライアン・スタンとのラバーマッチが組まれていたが、スタンの負傷により代役のラザク・アルハッサンから見込み一本勝ちを収めた。
プロデビュー以来9連勝中であったネイト・ローランは、ティム・クレデューにTKO負けでキャリア初黒星を喫した。
WEC世界ライトヘビー級王者スティーブ・キャントウェル、キャリア7戦全勝のラザク・アルハッサンがUFCデビュー。

### 出場者変更
負傷などによる本大会の出場者変更は以下の通りである。
- フランク・エドガー → ジム・ミラー（第6試合）
- ブライアン・スタン → ラザク・アルハッサン（第8試合）

## 試合結果

### プレリミナリィカード
第1試合 ヘビー級 5分3R
○  ジャスティン・マッコーリー vs.  エディ・サンチェス ×
3R終了 判定3-0（30-27、29-28、29-28）
第2試合 ライト級 5分3R
○  デイル・ハート vs.  コーリー・ヒル ×
2R 0:20 TKO（レフェリーストップ：右脚の骨折）
第3試合 ウェルター級 5分3R
○  ベン・ソーンダース vs.  ブランドン・ウルフ ×
1R 1:49 TKO（レフェリーストップ：右膝蹴り）
第4試合 ウェルター級 5分3R
○  スティーブ・ブルーノ vs.  ジョニー・リース ×
2R 3:44 チョークスリーパー
第5試合 キャッチウェイトバウト（173ポンド） 5分3R
○  ルイージ・フィオラヴァンティ vs.  ブロディ・ファーバー ×
3R終了 判定3-0（30-27、30-27、30-27）

### メインカード
第6試合 ライト級 5分3R
○  ジム・ミラー vs.  マット・ワイマン ×
3R終了 判定3-0（30-27、30-27、30-26）
第7試合 ミドル級 5分3R
○  ティム・クレデュー vs.  ネイト・ローラン ×
2R終了時 TKO（ギブアップ：肋骨の負傷）
第8試合 ライトヘビー級 5分3R
○  スティーブ・キャントウェル vs.  ラザク・アルハッサン ×
1R 4:04 TKO（レフェリーストップ：腕ひしぎ十字固め）
第9試合 ウェルター級 5分3R
○  マイク・スウィック vs.  ジョナサン・グレ ×
1R 0:33 TKO（レフェリーストップ：パウンド）
第10試合 ウェルター級 5分3R
○  ジョシュ・コスチェック vs.  吉田善行 ×
1R 2:15 KO（右フック）

### 各賞
ファイト・オブ・ザ・ナイト： ジム・ミラー vs. マット・ワイマン
ノックアウト・オブ・ザ・ナイト： ジョシュ・コスチェック
サブミッション・オブ・ザ・ナイト： スティーブ・キャントウェル
各選手にはボーナスとして30,000ドルが支給された。